# Francis Hayman
Francis Hayman (ur. 1708 w Exeter, zm. 2 lutego 1776) – angielski malarz, grafik i ilustrator.
Artysta rozpoczął działalność jako dekorator w londyńskim teatrze Drury Lane. Około 1741 malował plafony i wykonywał freski o tematyce historycznej. Począwszy od 1744 wspólnie Hubertem Gravelotem pracował nad ilustracjami do dzieł Szekspira. Później ilustrował publikacje Williama Congreve’a, Alexandra Pope’a, Samuela Richardsonaa i John Milton. W latach 1743–1760 realizował wielkie zlecenie, polegające na wykonaniu dekoracji malarskiej pawilonów znajdujących się w Vauxhall Gardens. Były to malowidła o różnorodnej tematyce, od scen rustykalnych i batalistycznych, po portrety. Na początku lat 60. XVIII wieku aktywnie uczestniczył (z Joshua Reynoldsem) w tworzeniu Society of Artists, prekursora Royal Academy. W latach 1771–1776 był pierwszym bibliotekarzem Akademii Królewskiej.
Francis Hayman tworzył pod wpływem francuskiego rokoka, jego twórczość stylem zbliżona jest do dzieł Williama Hogartha. Artysta malował głównie sceny rodzajowe i portrety, sięgał też po tematykę religijną, historyczną i literacką. Uważany jest za prekursora angielskiej interpretacji malarstwa rodzajowego, które pełnia osiągnęła w dziełach Thomasa Gainsborougha i Davida Wilkie.
Malarz miał licznych uczniów, spośród których najbardziej znani są Mason Chamberlin (1727–1787), Nathaniel Dance-Holland (1735–1811), Thomas Seton (ok. 1738-1806) i Lemuel Francis Abbott. Wywarł też znaczny wpływ na twórczość Thomasa Gainsborougha. Jego prace znajdują się przede wszystkim w zbiorach angielskich, m.in. w Tate Gallery, National Portrait Gallery i Muzeum Wiktorii i Alberta w Londynie.